# 能田征二
能田 征二（のうだ せいじ、1939年7月14日 - ）は日本のプロゴルファー。

## 来歴
県立兵庫高校時代は野球部の内野手で2番打者として活躍し、卒業後は城陽カントリー倶楽部に入社。
1962年にプロ入りし、1963年の関西オープンでは橘田規の2位、1964年の中日クラウンズでは陳健忠（中華民国）・石井朝夫・内田繁・石井迪夫と並んでの7位タイに入った。
1965年の日本オープンでは3日間70台で迎えた最終日に66をマークし、内田・海野憲二と並んで橘田の2位タイに入った。
1966年の日本オープンでは佐藤精一・橘田・陳清波（中華民国）・宮本省三・安田春雄・杉本英世・杉原輝雄に次ぎ、内田・戸田藤一郎と並んでの9位タイに入った。
西日本サーキットでは1967年の下関シリーズ8位、1968年の下関シリーズでは宮本と並んでの8位タイ、長崎国際シリーズでは石井冨士夫・村上隆と並んでの3位タイに入った。
1969年の日本オープンでは初日にダブルボギーもあったが6バーディーを奪い、石井と並んで内田と1打差の2位に入り、2日目には74であったが1打差2位に残った。
1970年には関西プロで戸田・宮本と並んで杉原の2位タイ、ブリヂストントーナメントでは7位に入った。
1971年のブリヂストントーナメントでは謝敏男（中華民国）と共に通算3アンダーの285で首位に立ち、プレーオフでは5ホールにわたる激闘となり、18番で手堅くパーを出して優勝。
1972年にはダンロップフェニックストーナメントの前身に当たる第1回「フェニックストーナメント」 で初日を69の2位でスタートし、2日目には77を叩いて増田光彦・佐々木勝・草柳良夫と並んでの6位タイに後退するが、3日目には安定したプレーを見せて2位に再び浮上。最終日は前日首位の島田幸作に3打差でスタートし、アウトで3バーディを出して追いつき、10番でリードを奪うと、勝負を最終ホールに持ち込む。2mのパーパットを外せば島田とのプレーオフになるが、能田はラインを読みながら、脇にいたコースの人に「どう打ったらいいか教えて下さい」と聞く余裕を見せた。パートナーの安田春雄・島田が「プレーオフだよ」と声をかけるのを軽くいなし、「カップに届けば必ず入る」と自信を持って打ち、島田に2打差付けての逆転優勝を決めた。
1976年には関西オープンでは10位タイ、関西プロでは2日目から最終日まで3日連続60台をマークし大場勲と並んでの3位タイに入った。
1976年の日本プロでは初日を尾崎将司と共に4アンダー66の3位タイでスタートし、2日目には69をマークして村上・山本政彦と並んでの3位タイに着けた。3日間60台をマークし、3日目には最終18番で1.8mのバーディーパットを決めて金井清一・榎本七郎と並ぶ首位タイとなり、最終日は中嶋常幸と並んでの6位タイに終わった。
現在も城陽カントリー倶楽部所属で、研修生時代の山本善隆と一緒にラウンドし、山本は成長した。

## 主な優勝
- 1971年 - ブリヂストントーナメント
- 1972年 - フェニックストーナメント